# Isojoki
Isojoki (schwedisch: Storå) ist eine Gemeinde in der Landschaft Südösterbotten im Westen Finnlands.

## Orte
Die Gemeinde umfasst die Orte Heikkilä, Iivarinkylä, Isojoki, Kodesjärvi, Kortteenkylä, Kärjenkoski, Leppikylä, Möykky, Peurala, Polvenkylä, Sakara, Sarviluoma, Suojoki, Vanhakylä, Vesijärvi und Villamo.

## Wappen
Beschreibung des Wappens: „Im schwarzen Schild ein silberner Pfahl mit einer roten Kornähre“.

## Partnergemeinde
Isojoki unterhält eine Gemeindepartnerschaft zum schwedischen Ort Ljusdal.

## Persönlichkeiten
- Arto Koivisto (* 1948), Skilangläufer